# 角川・エス・エス・コミュニケーションズ
株式会社角川・エス・エス・コミュニケーションズ（かどかわ・エス・エス・コミュニケーションズ）は、東京都千代田区に存在した、出版事業を行う角川グループの企業である。株式会社角川SSコミュニケーションズとも表記される。

## 概要
1983年11月12日、西武流通グループとタイム・インコーポレイテッドの合弁会社・株式会社西武タイムとして創業し、当初はタイムライフブックスの日本語版書籍の発行を行っていた。その後、1990年3月に西武百貨店からチケット・セゾンの事業を譲受し、エス・エス・コミュニケーションズに社名を変更。プレイガイド（チケット発行）事業も手掛けた。
しかし、経営悪化したセゾングループの解体により、2001年（平成13年）8月21日に西友から角川書店に企業譲渡され、角川グループの出版事業を行う事業会社の1社となった。その後2011年1月に行われたグループ再編のため、角川マーケティングに統合され消滅した。出版者記号は「8275」。

## 沿革
- 1983年（昭和58年）11月 - 西武流通グループとタイム・インコーポレイテッドとの合弁により株式会社西武タイムとして設立。
- 1985年（昭和60年）5月 - マネー情報誌『マネージャパン』創刊。
- 1987年（昭和62年）11月 - 生活情報誌『レタスクラブ』創刊。
- 1989年（平成元年）11月 - エンタテインメント情報誌『any』を創刊。
- 1990年（平成2年）3月 - 社名を株式会社エス・エス・コミュニケーションズに変更。西武百貨店からチケット・セゾン事業を譲受。
- 1991年（平成3年）
  - 1月 - 株式額面変更の目的で同名の株式会社エス・エス・コミュニケーションズ（昭和23年9月設立）と合併。エンタテインメント情報誌『apo』を創刊。
  - 2月 - タイム・インコーポレイテッドの所有株式を全株譲受。
  - 3月 - キネマ旬報社の経営権を取得
- 1999年（平成11年）11月 - チケット・セゾン事業をエンタテインメントプラスに譲渡
- 2000年（平成12年）11月 - レタスクラブ公式サイト「レタスクラブネット（現・レタスクラブニュース）」、エンタテインメントサイト「ルビコンゲート」開設。
- 2001年（平成13年）8月21日 - 株式会社西友が所有する株式の80%を株式会社角川書店（現・KADOKAWA）に譲渡[4]
- 2002年（平成14年）3月 - エンタテインメント専門ポータルサイト「ルビコンゲート」を「ウォーカープラス・ドット・コム」に統合[5]。
- 2003年（平成15年）
  - 1月 - キネマ旬報社の保有株式の81%をギャガ・クロスメディア・マーケティングに譲渡。自己破産した婦人生活社から『sesame（セサミ）』の営業権を取得。
  - 7月 - ファンケルから『毎日が発見』の営業権を譲受。
- 2004年（平成16年）1月 - 直販月刊誌『毎日が発見』創刊。
- 2005年（平成17年）4月 - 社名を株式会社角川・エス・エス・コミュニケーションズに変更。
- 2007年（平成19年）
  - 1月 - 会社分割により、親会社が株式会社角川グループホールディングスから株式会社角川マガジングループ（後の2代目角川マガジンズ）に変更。株式会社角川マガジンズ（初代）発行の雑誌『花時間』『CDでーた』『DVDでーた』、ムック・書籍の発売元となる。
  - 10月 - 角川SSC新書創刊。
- 2008年（平成20年）
  - 3月 - 角川グループの富士見書房の刊行誌『俳句研究』を復刊（季刊、直販のみの条件付）。
  - 6月 - 『sesame（セサミ）』の営業権を朝日新聞出版に譲渡。
- 2009年（平成21年）7月 - 通販事業部を分割し、株式会社千趣会との合弁会社、株式会社K.Sense（現・株式会社毎日が発見）を設立。
- 2010年（平成21年） - 発行書誌の発売元及び営業・注文受託先を角川グループパブリッシングに変更。
- 2011年（平成22年）1月 - 株式会社角川マーケティング（後の二代目角川マガジンズ）に吸収合併し解散[6][3]。

## 主な出版物
- any
- レタスクラブ
- マネージャパン
- マネープラス
- 毎日が発見
- 角川SSC新書
- 角川SSCムック
- 俳句研究
- sesame（朝日新聞出版に讓渡）